# Виллиам (футболист, 1996)
Жуа́н Ви́ллиам А́лвес де Жезу́с (порт.-браз. João William Alves de Jesus; род. 11 июня 1996, Эстансия, Сержипи) — бразильский футболист, защитник клуба «Мараньян».

## Карьера

### Начало карьеры
Воспитанник футбольной академии бразильского клуба «Эстансиано». В начале 2015 года футболист присоединился к основной команде клуба. Дебютировал за клуб футболист 25 января 2015 года в матче Лиги Сержипано против клуба «Коритиба», выйдя на замену на 38 минуте. Всего за клуб футболист провёл 3 матча, в которых результативными действиями не отличился. В июле 2015 года футболист покинул клуб. В феврале 2016 года футболист присоединился к бразильскому клубу «Жувентуде». Дебютировал за клуб футболист 25 февраля 2016 года в матче против клуба «Ипиранга», выйдя на замену на 62 минуте. В июле 2016 года футболист на правах арендного соглашения присоединился к бразильской «Конкордии» до конца сезона. Футболист провёл несколько матчей за клуб, который затем покинул по окончании срока арендного соглашения.

### «Луверденсе»
В марте 2017 года футболист перешёл в бразильский клуб «Луверденсе». Дебютировал за клуб футболист футболист 30 марта 2017 года в матче Кубка Верди против клуба «Рио-Бранко», выйдя на замену на 61 минуте. Первый матч в рамках бразильской Серии B футболист сыграл 17 июня 2017 года против клуба «Сеара», выйдя на поле в стартовом составе. Дебютным забитым голом за клуб футболист отличился 19 августа 2017 года в матче против КРБ. На протяжении сезона футболист выступал за клуб в роли одного из ключевых игроков, отличившись 2 забитыми голами. По итогу сезона футболист вместе с клубом завершил чемпионат в зоне вылета, отправившись в Серию C. Новый сезон футболист начинал футболист начинал вместе с клубом, даже отличившись забитым голом в матче Кубка Верди. В апреле 2018 года футболист покинул клуб.

### «Санта-Круз» Ресифи
В июне 2018 года футболист на правах свободного агента присоединился к бразильскому клубу «Гояс». На протяжении сезона футболист на поле так и не вышел, все свои матчи проведя на скамейке запасных. В декабре 2018 года футболист покинул клуб. В январе 2019 года футболист присоединился к клубу «Санта-Круз». Вместе с клубом в начале сезона футболист отправился выступать в Лигу Пернамбукано. Дебютировал за клуб футболист 7 февраля 2019 года в матче против клуба «Петролина», выйдя на поле в стартовом составе. В мае 2019 года футболист вместе с клубом отправился выступать в бразильской Серии C. Первый матч в чемпионате футболист сыграл 2 июня 2019 года против клуба «Императрис», выйдя на поле в стартовом составе. Однако затем футболист больше на поле так и не вышел, в сентябре 2019 года покинул клуб.

### «Рух» Брест
В марте 2020 года футболист на правах свободного агента присоединился к белорусскому «Руху». Дебютировал за клуб футболист 20 марта 2020 года в матче против минского «Динамо», выйдя на поле в стартовом составе. Первым результативным действием за клуб футболист отличился 18 сентября 2020 года в матче против «Смолевичей», отдав голевую передачу. На протяжении сезона футболист выступал за брестский клуб в роли одного из основных игроков, отличившись своей единственной результативной передачей. По итогу сезона футболист вместе с клубом завершил чемпионат на итоговом восьмом месте. Дебютным забитым голом за клуб футболист отличился в матче следующего сезона 13 августа 2021 года против «Ислочи». По информации источников в услугах футболиста в конце 2021 года были заинтересованы украинские «Ингулец» и «Львов».

### «Динамо» Минск
В январе 2022 года футболист на правах свободного агента перешёл в украинский клуб «Ингулец». В марте 2022 года футболист на правах арендного соглашения присоединился к минскому «Динамо» до середины сезона. Дебютировал за клуб футболист 9 апреля 2022 года в матче против мозырской «Славии», выйдя на поле в стартовом составе. Дебютным забитым голом за клуб футболист отличился 23 апреля 2022 года в матче против могилёвского «Днепра». В мае 2022 года футболист получил травму и выбыл из распоряжения основной команды клуба, пропустив почти все матчи, вернувшись лишь в конце июня того же года. На протяжении первой половины сезона футболист выступал за минский в роли одного из основных игроков, успев отличиться забитым голом. В июне 2022 года футболист покинул клуб по окончании срока действия арендного соглашения.

### «Кампиненсе»
В августе 2022 года футболист на присоединился к литовскому клубу «Ритеряй». Однако ещё до начала сезона футболист покинул клуб, имея при этом действующий контракт с украинским клубом «Ингулец». В январе 2023 года футболист, воспользовавшись опцией приостановки контракта с украинским клубом, присоединился к бразильскому клубу «Кампиненсе». Дебютировал за клуб футболист 21 января 2023 года в матче Кубка Нордесте против клуба «Форталеза», выйдя на поле в стартовом составе. Свой первый матч в бразильской Серии D футболист сыграл 1 июня 2023 года против клуба «Насьональ де Патус», выйдя на замену на 52 минуте. На протяжении сезона футболист выступал за клуб в роли одного из основных игроков, однако результативными действиями не отличился. В конце июня 2023 года футболист покинул бразильский клуб.

### «Алашкерт»
В начале июля 2023 года футболист получил статус свободного агента, также покинув и украинский «Ингулец». В конце июля 2023 года футболист на полноценной основе присоединился к армянскому клубу «Алашкерт», подписав контракт до коцна сезона. Дебютировал за клуб футболист 7 августа 2023 года в матче против клуба «Вест Армения», выйдя на замену на 88 минуте. Начинал сезон футболист преимущественно как игрок скамейки запасных, в основном выходя на замену, а начиная с февраля 2024 года футболист смог закрепиться на определенный период в стартовом составе клуба, однако результативными действиями бразилец так и не отличился. По итогу сезона футболист вместе с клубом завершил чемпионат на итоговом пятом месте. В июле 2024 года футболист покинул армянский клуб.

### Возвращение в Бразилию
В январе 2025 года футболист на правах свободного агента присоединился к бразильскому клубу «Сентрал», за который провёл лишь матч. В конце января 2025 года футболист перешёл в бразильский клуб «Ривер», вместе с которым выступал в чемпионате Пиауи. В марте 2025 года футболист стал игроком бразильского клуба «Мараньян», с которым принял участие в чемпионате Мараньяна.